# Tipula mogul
Tipula mogul är en tvåvingeart som beskrevs av Alexander 1970. Tipula mogul ingår i släktet Tipula och familjen storharkrankar. Inga underarter finns listade i Catalogue of Life.